# قاض غير مؤهل
القاضي غير المؤهل أو القاضي غير المحترف، وهو شخص يساعد القاضي في المحاكمة. يتم استخدام القضاة غير المؤهلين في بعض الولايات القضائية للقانون المدني. يتم تعيين القضاة العاديين متطوعين وغالبًا ما يحتاجون إلى بعض التعليمات القانونية. ومع ذلك، وهم ليسوا ضباط دائمين. يحضرون الجلسات حوالي مرة واحدة في الشهر، وغالبا ما يتلقون فقط أجرًا رمزيًا أو «مصاريف مغطاة». عادة ما يتم استخدام القضاة غير المؤهلين عندما لا يكون للبلد هيئات محلفين. يمكن اختيار القضاة غير المؤهلين عشوائيًا لمحاكمة واحدة (مثل هيئة المحلفين) أو تعيينهم سياسيًا. في الحالة الأخيرة، وقد لا يتم رفضهم عادة من قبل الادعاء أو الدفاع أو القضاة الدائمين. القضاة العاديون يشبهون قضاة الصلح في إنجلترا وويلز، ولكن القضاة يجلسون مرتين في كثير من الأحيان.

## في بلدان مختلفة

### النمسا
في الإجراءات الجنائية، ويجلس القضاة غير المؤهلين جنبًا إلى جنب مع القضاة المحترفين في القضايا التي تصل عقوبتها القصوى إلى أكثر من خمس سنوات، وكذلك في الجرائم السياسية. يتم استخدام القضاة غير المؤهلين أيضًا في نزاعات القانون العمالي والاجتماعي والتجاري.

### البرازيل
في البرازيل أنشأ القانون رقم 9.099 / 1995 "Juizados Especiais" (محاكم صغيرة خاصة)، ذات اختصاص محدود لتسوية الدعاوى الصغيرة (يُفهم على أنها تلك التي تقل «دعوى قضائية» عليها عن 40 ضعف الحد الأدنى للأجور في البلاد) أو الجنح الجنائية (المدرجة في الأمر التنفيذي رقم 3.688 / 1941). في هذا الإجراء، ويعمل القضاة العاديون تحت إشراف القضاة لرئاسة المحكمة بالإضافة إلى العمل كموفقين. تُعرض قراراتهم، المسماة "pareceres"، وعلى القاضي للموافقة عليها قبل أن يكون لها أي تأثير بين الأطراف. وفقًا للقانون، ويجب اختيار القضاة غير المؤهلين من بين المحامين الذين تزيد خبرتهم عن سنتين.

### فنلندا
في فنلندا، يتم استدعاء قاضيين عاديين (سابقًا وفي بعض الأحيان أيضًا ثلاثة) (lautamies، plinative pl. lautamiehet) للقضايا الخطيرة أو المعقدة في محاكم المقاطعات، لمرافقة قاضٍ محترف ومدرب قانونيًا. القاضي المحترف هو رئيس الهيئة، ولكن القضاة يتمتعون بحقوق متساوية بخلاف ذلك. والهدف من ذلك هو إدخال «الحس السليم للعدالة» في العملية. يتم التعامل مع القضايا الأبسط من قبل قاضٍ أو ثلاثة قضاة محترفين، وجميع قضاة محكمة الاستئناف والمحكمة العليا والمحكمة الإدارية هم بالضرورة محترفون.
يتم تعيين القضاة غير المؤهلين من قبل المجالس البلدية المحلية، وعمليا من خلال المفاوضات بين الأحزاب السياسية، ومن بين المتطوعين. تنتخب كل بلدية عددًا من القضاة غير المؤهلين حسب حجمها، وعلى الأقل اثنان. الحد الأدنى من المؤهلات هو الجنسية الفنلندية، وحقوق المواطنة الكاملة (قد لا يكون القاضي العادي معالًا أو في حالة إفلاس)، و 25-64 عامًا عند انتخابه، والملاءمة العامة للمنصب. يجب أن يستقيل القضاة غير المؤهلين في سن 68 على أبعد تقدير. لا يجوز انتخاب مسؤولي السلطات القضائية أو سلطات إنفاذ القانون أو المؤسسات الإصلاحية، ومثل المدعين العامين أو المحامين أو رجال الشرطة أو الحاجزين أو موظفي الجمارك، مثل قضاة عاديين.
أدى التشريع الجديد (2009) إلى الحد من دور القضاة غير المؤهلين. وهم يعملون فقط في القضايا الجنائية الخطيرة، والتي شكلت 6٪ من القضايا في عام 2013، بينما تم التعامل مع 29٪ من القضايا كتابةً و 65٪ مع قاضٍ محترف واحد. يتم التعامل مع جميع القضايا (> 94٪) المتعلقة بجرائم القتل والتحرش بالأطفال والتخريب بواسطة قضاة عاديين. في السابق، وكانوا يجلسون دائمًا، وعلى سبيل المثال، في إجراءات قانون الأسرة. في المتوسط، يجلس القضاة العاديون في الجلسة لمدة 12 يومًا في السنة، أو 20 يومًا كحد أقصى.